# أسامة الشرقي
أسامة كامل حمدي حسن الشرقي (18 مايو 1982) منتج ومخرج عراقي.

## حياته
أسامة هو ابن الكاتب والصحفي العراقي كامل الشرقي والأخ الأصغر للمخرج العراقي أوس الشرقي، حاصل على البكالوريوس في هندسة البرمجيات من بغداد، عَمِلَ في مجال الإعلانات منذ كان في الثالثة عشر من عمره، استفاد كثيرًا من دعم أخيه أوس الشرقي، البداية كانت في المونتاج، ثم دخل مجال الجرافيك والمؤثرات الصورية في عام 1998، واستمر بها لليوم، ثم انتقل في عام 2005 إلى دبي في شركة يارا ميديا ليكون المدير التنفيذي فيها، وليستمر بالعمل مع أخيه اوس بتقديم المسلسلات والبرامج والفواصل الدعائية، البداية بكتابة المسلسلات الكوميدية، وكتب العديد من الأعمال وأول مسلسل كان الحكومات ثم نجوم الظهر وانباع الوطن للراحل راسم الجميلي ومسلسل دولة الرئيسة ومسلسل فلم هندي للفنان اياد راضي وهندستاني. لقناة أو اس ان، ثم بدا بمجال الإخراج في مسلسل عزوز وتمارا، ثم انتقل لإخراج عمل زرق ورق بأربع مواسم كانت قد حققت نجاحات كبيرة في كل رمضان في قناة الشرقية. ويعمل بإخراج الفواصل الدعائية لأهم القنوات مثل مجموعة قنوات ام بي سي وأو اس ان وقناة ابوظبي وتلفزيون دبي والشارقة والشرقية وغيرها، وحصد الكثير من الجوائز الذهبية نتيجة لذلك.[بحاجة لمصدر]
وفي السنوات الأخيرة أخرج عدد من الأعمال لقناة ام بي سي العراق أهمها كومه دي وحامض حلو ومسلسل غايب في بلاد العجايب. الذي فاز كأفضل مسلسل عراقي في استفتاء إي تي بالعربي.

## الإخراج
| سنة الإنتاج | اسم العمل                | نوعه   |
| ----------- | ------------------------ | ------ |
| 2010        | "عزوز وتمارا"            | كوميدي |
| 2011        | "فوازير الف ليلة وليلة"  |        |
| 2014        | "زرق ورق الموسم الأول""  | كوميدي |
| 2015        | "زرق ورق الموسم الثاني"  | كوميدي |
| 2016        | "برنامج الصدمة".         |        |
| 2017        | "زرق ورق الموسم الثالث"  | كوميدي |
| 2017        | "برنامج الصدمة 2"        |        |
| 2018        | "زرق ورق الموسم الرابع"  | كوميدي |
| 2019        | "كومه دي".               | كوميدي |
| 2019        | "حامض حلو (مسلسل عراقي)" | كوميدي |
| 2020        | "كومه دي الموسم الثاني"  | كوميدي |
| 2020        | "غايب في بلاد العجايب".  | كوميدي |
| 2021        | "حامض حلو الموسم الثاني" | كوميدي |